# オルブラモヴィツェ - セドルチャニ線
オルブラモヴィツェ～セドルチャニ線（チェコ語: Železniční trať Olbramovice–Sedlčany）は、チェコ国鉄の鉄道線の名称である。路線番号は223。
1871年、皇帝フランツヨーゼフ鉄道により、ベネショフ - オルブラモヴィツェ間が開業した。その後帝立王立国有鉄道に移管され、1894年にオルブラモヴィツェ - セドルチャニ間が開業した。2022年以前は、オルブラモヴィツェ以北の路線番号が220であった。

## 運行形態

### 快速「スピェシニー(Sp)」
- サーザヴァ号：　プラハ - ベネショフ - オルブラモヴィツェ - ターボル
平日は一日7往復、休日は一日1往復の運行。ベネショフ以北は221号線に、オルブラモヴィツェ以南は220号線に直通する。
過去の運行形態
2015年12月に運行を開始した。土曜日の運行で、ターボル発プラハ行が片道1本運行していた。トミツェにも停車していた。
2018年末以降、平日のみ、一日1.5往復の運行となった。
2025年度より、一日7往復に増発となった他、休日に一日1往復の運行を開始した。トミツェは通過となった。

### 普通
- ベネショフ - オルブラモヴィツェ - セドルチャニ
概ね2時間に1本の運行。多くの便は、オルブラモヴィツェで、220号線プラハ方面特急と接続する。
過去の運行形態
2018年以前は、オルブラモヴィツェ - セドルチャニ間の運行であった。ベネショフへの直通は北行片道1本のみであり、他に220号線との直通でヘルジマニチキ→オルブラモヴィツェ→セドルチャニの系統が片道1本運行していた。
2018年末に、平日朝のセドルチャニ行片道1本のみ、オルブラモヴィツェ→シチェトコヴィツェ間ノンストップで運行する様になった。また、ベネショフへの直通便、220号線との直通便とも一日1.5往復に増発された。
2021年末に、全列車各駅停車に戻った。
2023年度に、全列車ベネショフまで直通する様になった他、220号線のヴォチツェ方面への直通は休止となった。

- ベネショフ - オルブラモヴィツェ - ヴォチツェ / ターボル
一日あたり、平日・土曜に2往復、休日に1往復の運行。
2022年以前は2時間に1本の運行であったが、2023年に大部分がセドルチャニ発着便に置き換えられ、一日1往復の運行となった。2025年度より、平日・土曜の本数が一日2往復に増発となった。

### 臨時列車
- セドルチャニ町記念日号：　プラハ・ブラニーク - オルブラモヴィツェ - セドルチャニ　【秋に年1日運行】
蒸気機関車。一日1往復（シチェトコヴィツェ - セドルチャニ間は2往復）運行する。オルブラモヴィツェ以北は、220号線に直通する。途中、ヤノヴィツェ、シチェトコヴィツェに停車する。2019年運行。

## 駅一覧
以下では、チェコ国鉄223号線の駅と営業キロ、停車列車、接続路線などを一覧表で示す。特急以上については220号線のページを参照。
- 種別
  - Sp：快速
  - Os：普通
- 停車駅
  - ■印：全列車停車
  - ●印：大部分停車、一部通過

| 路線名 | 駅名                               | 駅間営業キロ | 累計営業キロ                | 累計営業キロ           | Sp | Os | 接続路線                                       | 所在地         | 所在地           |
| ------ | ---------------------------------- | ------------ | --------------------------- | ---------------------- | -- | -- | ---------------------------------------------- | -------------- | ---------------- |
| 223    | ベネショフ駅                       | -            | オルブラモヴィツェから 15.3 | ヴェレニツェから 134.6 | ■  | ■  | 221号線（プラハ方面）、222号線（ヴラシム方面） | 中央ボヘミア州 | ベネショフ郡     |
| 223    | ビストルジツェ・ウ・ベネショヴァ駅 | 5.4          | 9.9                         | 129.2                  | ■  | ■  |                                                | 中央ボヘミア州 | ベネショフ郡     |
| 223    | トミツェ駅                         | 5.3          | 4.6                         | 123.9                  | ｜ | ■  |                                                | 中央ボヘミア州 | ベネショフ郡     |
| 223    | オルブラモヴィツェ駅               | 4.6          | 0.0                         | 119.3                  | ■  | ■  | 220号線（ブヂェヨヴィツェ方面）                | 中央ボヘミア州 | ベネショフ郡     |
| 223    | ヴルホトヴィ・ヤノヴィツェ駅       | 4.2          | 4.2                         |                        |    | ■  |                                                | 中央ボヘミア州 | ベネショフ郡     |
| 223    | ヴォラチツェ駅                     | 1.9          | 6.1                         |                        |    | ■  |                                                | 中央ボヘミア州 | ベネショフ郡     |
| 223    | ミナルチツェ駅                     | 1.5          | 7.6                         |                        |    | ■  |                                                | 中央ボヘミア州 | ベネショフ郡     |
| 223    | シチェトコヴィツェ駅               | 2.1          | 9.7                         |                        |    | ■  |                                                | 中央ボヘミア州 | プルジーブラム郡 |
| 223    | コソヴァ・ホラ駅                   | 3.1          | 12.8                        |                        |    | ■  |                                                | 中央ボヘミア州 | プルジーブラム郡 |
| 223    | セドルチャニ駅                     | 3.8          | 16.6                        |                        |    | ■  |                                                | 中央ボヘミア州 | プルジーブラム郡 |